# Загонь
За́гонь (угор. Záhony) — місто на північному сході Угорщини. Населення: 4675 осіб (2005). Уперше згадується в документах у XIV–XV століттях.
У місті розташований пункт автомобільного та залізничного контролю на кордоні з Україною Загонь—Чоп (Дружба) та Чоп (Тиса).
Місто займає територію в 6,97 км² з населенням за переписом 2005 року в 4 675 осіб. До Тріанонського договору місто було частиною Унга. Найближчий прикордонний населений пункт на українській стороні — місто Чоп.

## Історія
Перша згадка в письмових джерелах датується 14-15 століттями. В 14 столітті верховний суд, який діяв у цьому регіоні, постановив про виділення місцевих судів для округів Унґ, Береґ і Уґоча.
У документі 15 століття згадується ім'я Agócsi Péter, глави населеного пункту.

## Населення
За переписом 2001 року майже 100% жителів заявили про свою приналежність до угорської національності, але в невеликих населених пунктах проживають циганські громади.

## Міста-побратими
- Чоп, Україна
- Чєрна над Тісою, Словаччина

## Галерея

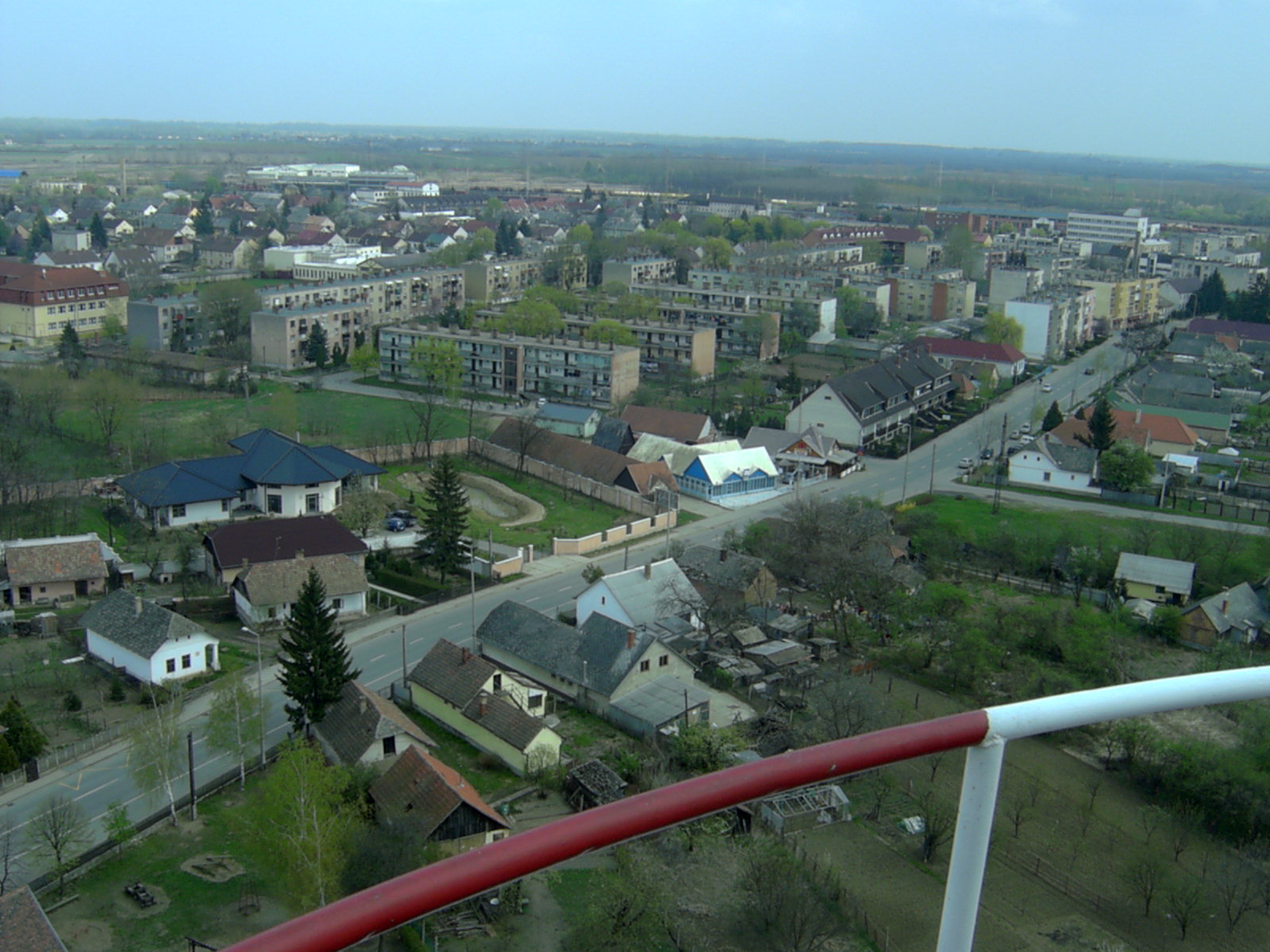
Центр із висоти пташиного польоту
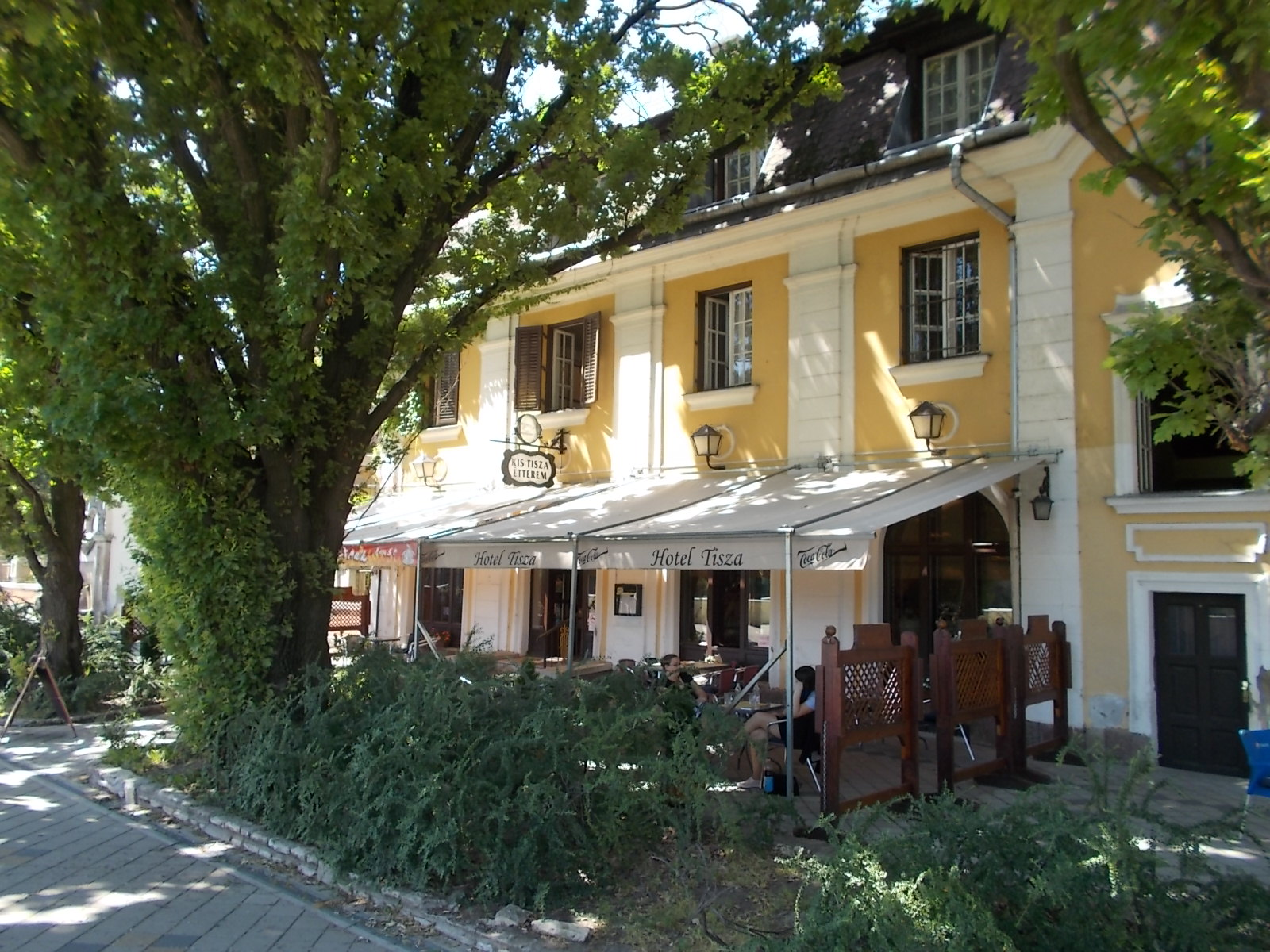
Готель Тіса
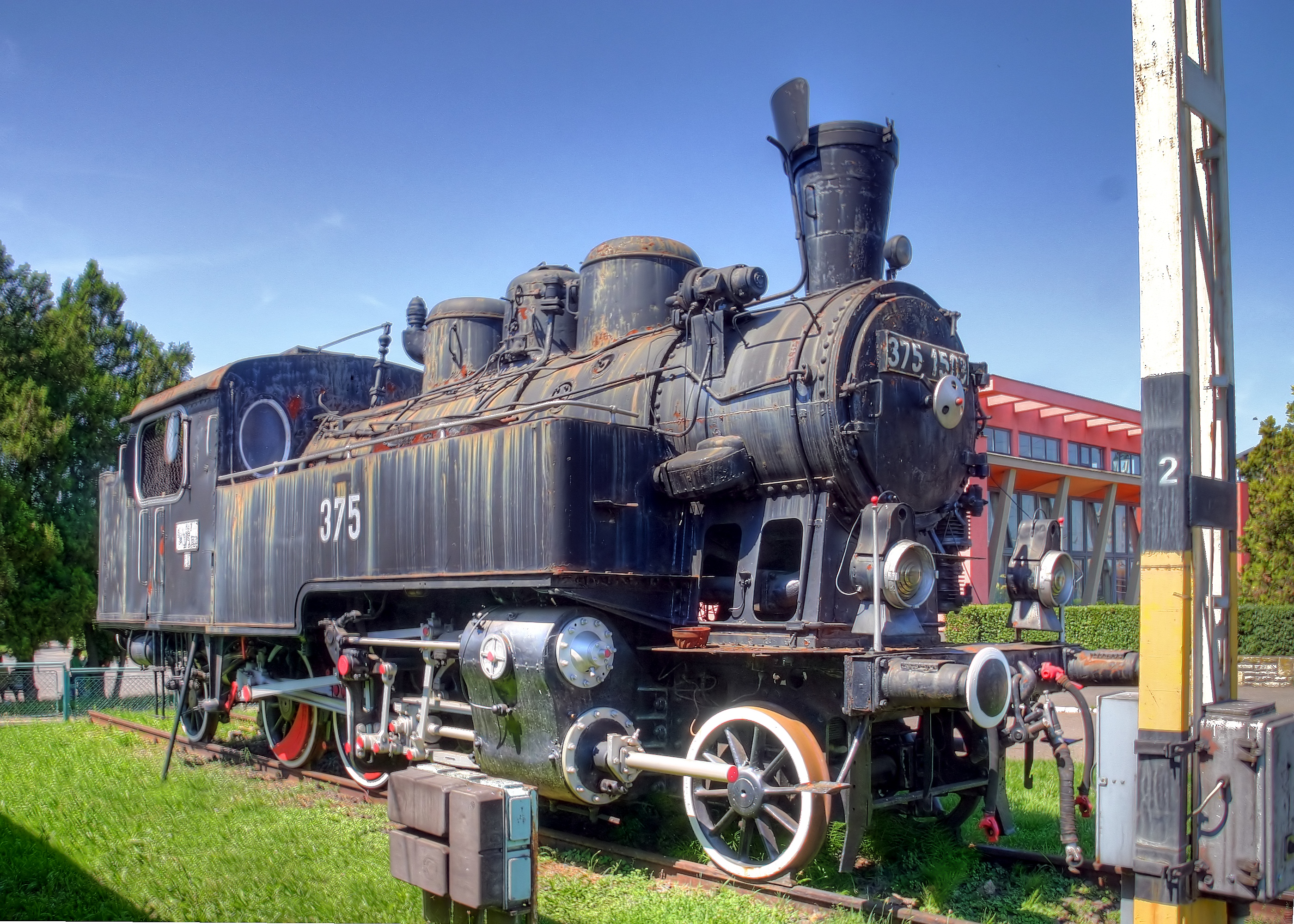
Паровоз MAV 375-1503 біля залізничного вокзалу
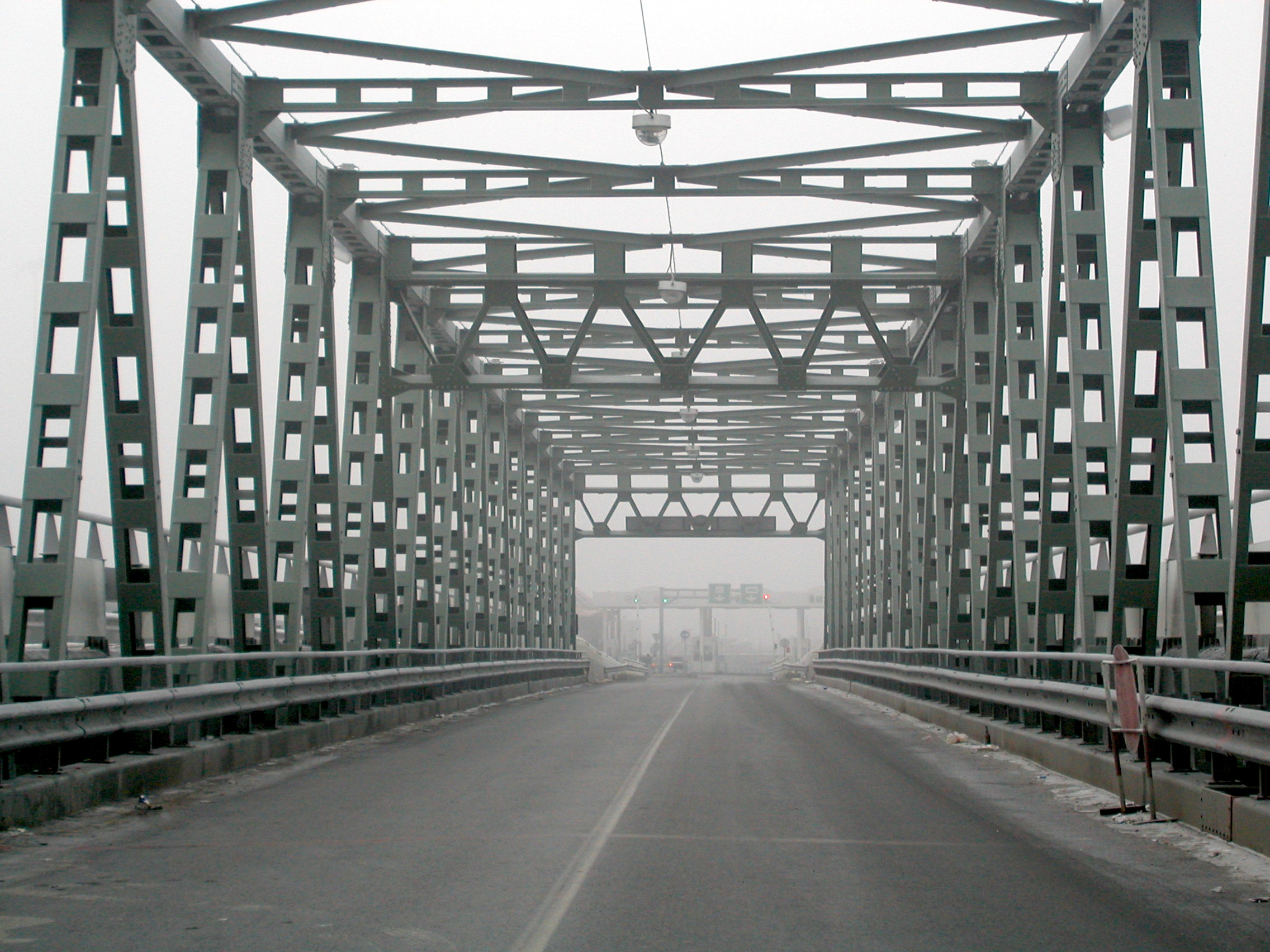
Міст Чоп-Загонь через Тису